# XXVIII Congrés del PSOE
El XXVIII Congrés del Partit Socialista Obrer Espanyol es va celebrar a Madrid (Espanya) en maig de 1979, sota el lema «Construir en llibertat».
Va ser el segon Congrés socialista celebrat a Espanya després de la mort del dictador Francisco Franco, i el primer després de la celebració de les primeres eleccions generals de la democràcia espanyola, en les quals el PSOE es va consolidar com a segona força política. Aquest Congrés va rebutjar la proposta del llavors Secretari General del Partit, Felipe González, de renunciar al marxisme com a ideologia oficial del PSOE. Aquesta decisió va provocar la dimissió de González, assumint la prefectura del Partit una comissió gestora dirigida per José Federico de Carvajal.

## Antecedents
A l'últim congrés celebrat en l'exili francès (Suresnes, 1974), Felipe González, un jove sevillà partidari de la renovació del Partit, va ser nomenat Secretari General. Amb aquest canvi es va posar fi al mandat de Rodolfo Llopis, veterà capdavanter socialista i partidari de la tradició marxista del PSOE.
Després de celebrar catorze Congressos fora del territori espanyol, a causa de la persecució a la qual es va veure sotmès durant la Dictadura franquista, el Partit Socialista Obrer Espanyol va celebrar el seu primer Congrés després de l'exili en 1976. En aquest Congrés, el Secretari Felipe González va proposar que el PSOE abandona el marxisme com a ideologia oficial i s'apropés a les postures de la socialdemocràcia europea. Però el Congrés va rebutjar la proposta de González, la qual cosa crearia certa divisió en el Partit.

## Espanya en 1979
L'any 1979, Espanya continuava immersa en el procés de democratització iniciat després de la mort del dictador Francisco Franco. En 1978 va ser aprovada la Constitució que establia un Estat democràtic, social i de Dret sota un règim monàrquic parlamentari.
L'1 de març de 1979 es van celebrar les segones eleccions generals de la democràcia, guanyades per la coalició governamental Unió de Centre Democràtic, sent reelegit President del Govern Adolfo Suárez. El PSOE es va consolidar com a segona força política d'Espanya, mentre que el Partit Comunista també va obtenir uns bons resultats. La dretana Alianza Popular, els catalanistes de Convergència i Unió i els nacionalistes del Partit Nacionalista Basc i Herri Batasuna també van obtenir una considerable representació parlamentària.
També aquest any va ser un dels més actius d'Euskadi Ta Askatasuna, que va cometre fins a un total de 86 assassinats. Els Grups de Resistència Antifeixista Primer d'Octubre, d'ideologia ultra esquerrana, va assassinar un total de deu persones (encara que els nou assassinats comesos en una cafeteria madrilenya mai van ser reivindicats pels GRAPO). També es van produir accions terroristes contra militants d'ETA i del GRAPO, promogudes per organitzacions criminals d'extrema dreta (Alianza Apostólica Anticomunista, Batallón Vasco-Español).

## El PSOE en 1979
L'any 1979 va ser un any molt convuls per al PSOE. Durant aquest any, el Partit va celebrar dos Congressos. En el XXVIII Congrés, en maig, va ser rebutjada la proposta del Secretari Felipe González, qui va advocar per abandonar les tesis marxistes. González va renunciar al seu càrrec de Secretari General, per la qual cosa la direcció del Partit va haver de ser assumida per una Comissió Gestora. Al setembre es va celebrar un Congrés Extraordinari en el qual es va abandonar definitivament els postulats marxistes i es va acceptar el socialisme democràtic com a ideologia oficial. Felipe González va tornar a ser escollit Secretari General.
D'altra banda, abans del Congrés de maig, en març, es van celebrar eleccions generals. El PSOE va resultar la segona força política més votada, amb gairebé cinc milions i mig de vots. A més, va ser la segona força i les primera d'esquerres més representada, amb un total de 121 escons.